# 甲基碘化镁
甲基碘化镁是一种有机镁化合物，化学式为CH3MgI，它可由碘甲烷和镁屑在醚溶剂中反应得到，它在溶液中以二聚体的形式（施伦克平衡）存在。
甲基碘化镁可用于有机合成及泽列维季诺夫测定。

## 化学性质
甲基碘化镁在240 °C分解，放出甲烷。甲基碘甲烷和一些金属盐反应，可以得到金属有机化合物，如与氯金酸钾在−40~−20 °C反应，得到二甲基碘化金；与三氯化锑反应得到三甲基锑；与二苯基二氯化锗反应，得到二苯基二甲基锗。它也可以进行格氏试剂的一般性反应，如将酮（醛）转换为醇等。